# Torre del Girone
La Torre del Girone, per il fossato che la circondava, o del Tormento perché adibita in seguito a prigione, è una torre medioevale situata in piazza delle Erbe a Vicenza, nel lato posteriore della Basilica Palladiana, a cui la torre è collegata dall'Arco degli Zavatteri.

## Storia
Venne costruita dalla famiglia Carnaroli nel XII secolo. Nel secolo successivo fu acquistata dal Comune di Vicenza che la destinò a prigione e a conservatoria degli archivi civici e del Registro. Nel 1509 fu incendiata da alcuni malfattori che volevano distruggere le prove a loro carico. In quest'occasione bruciarono anche gli archivi. Dalla metà del Seicento alla seconda metà dell'Ottocento la torre fu adibita a carcere il quale venne poi trasferito a San Biagio.

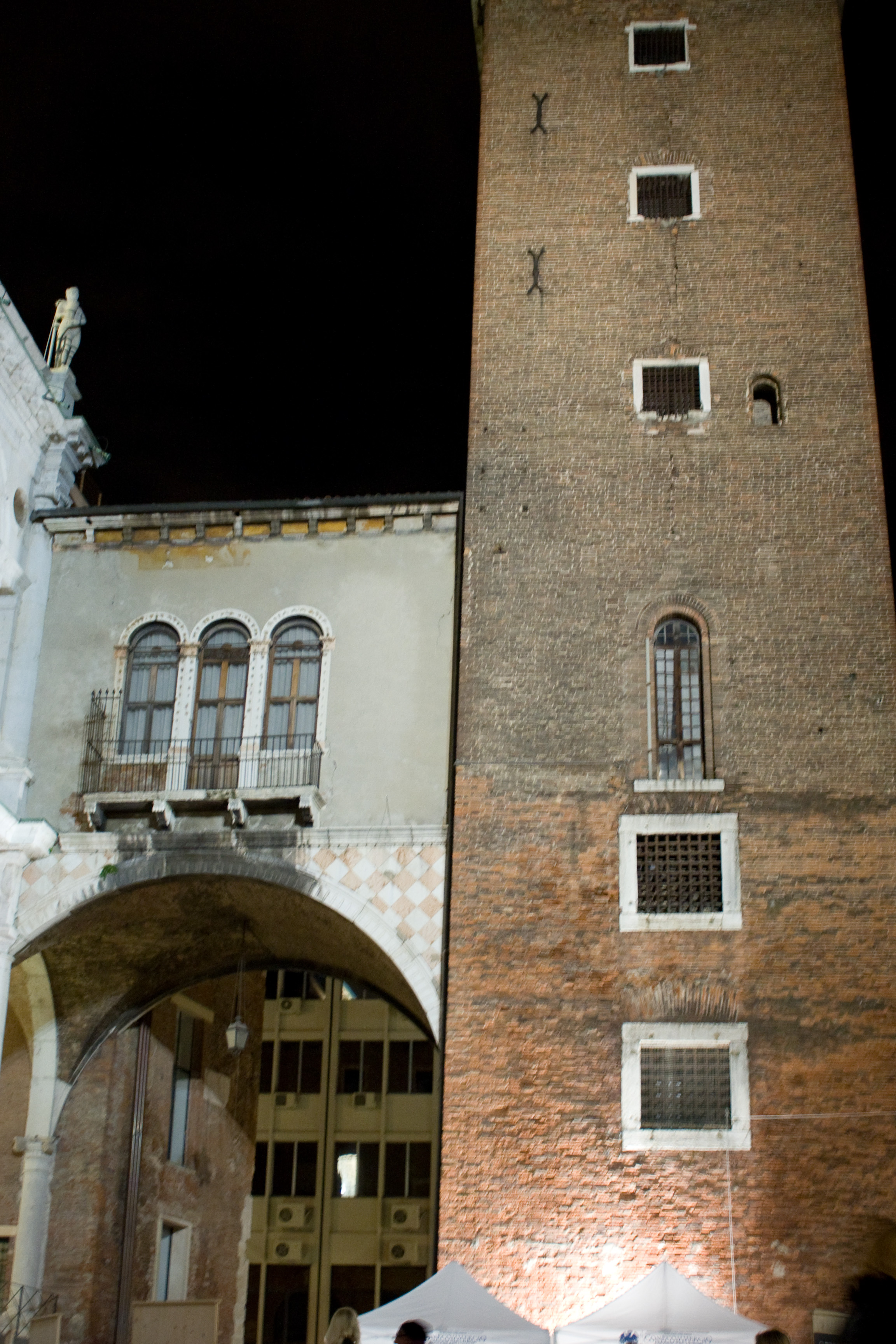
Torre del Tormento e Arco degli Zavatteri
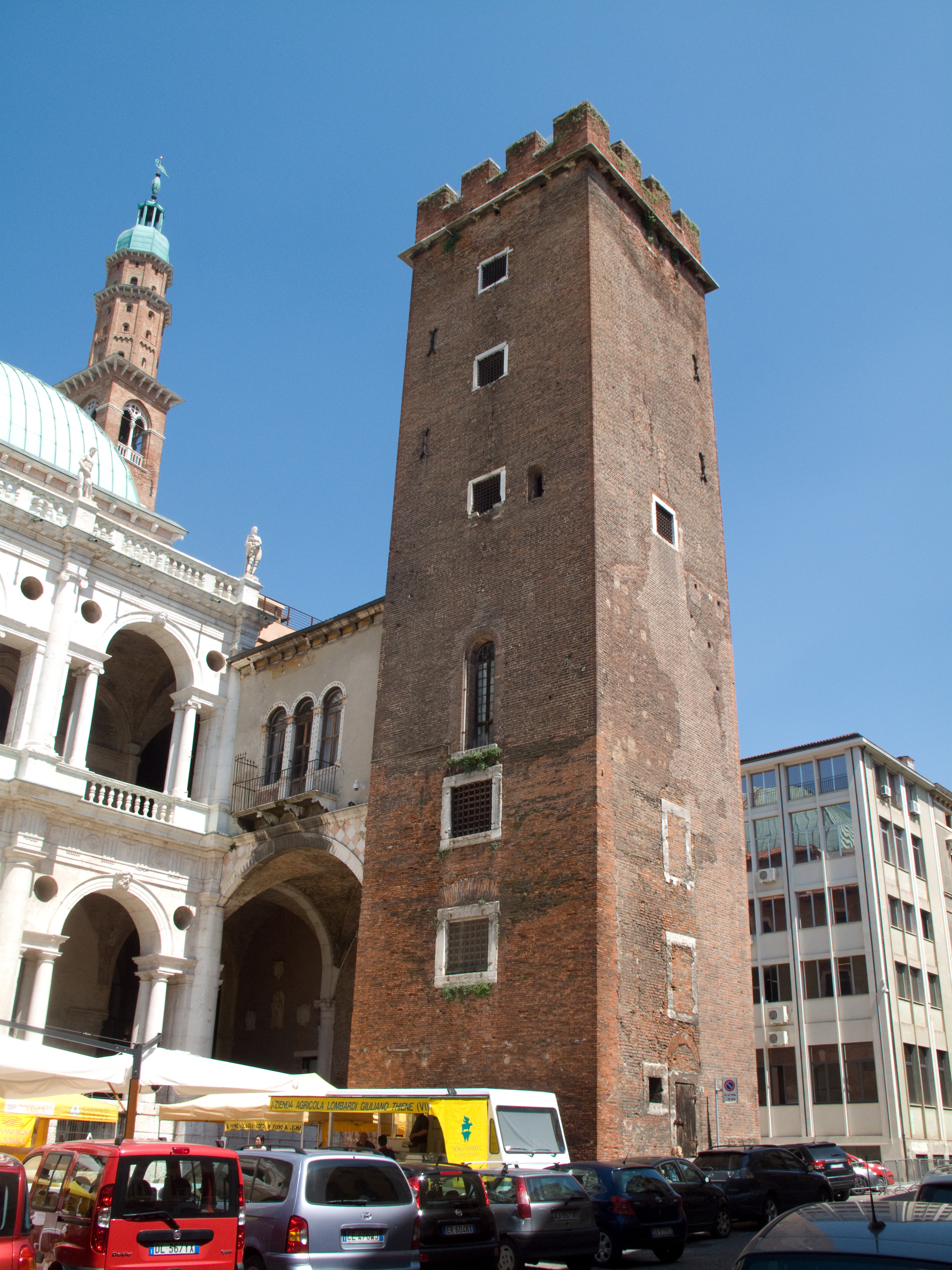
Torre del Tormento
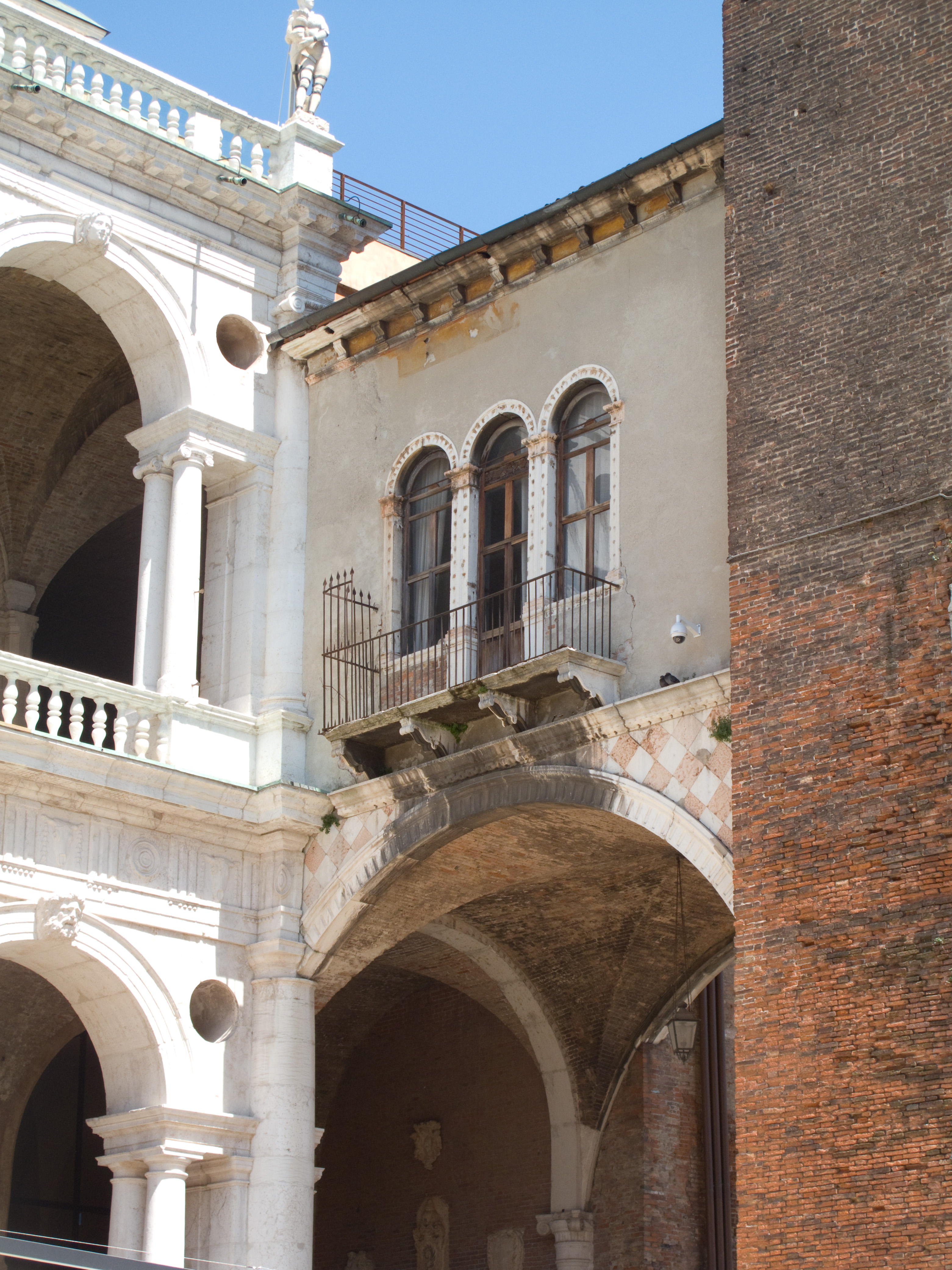
Torre del Tormento e Arco degli Zavatteri
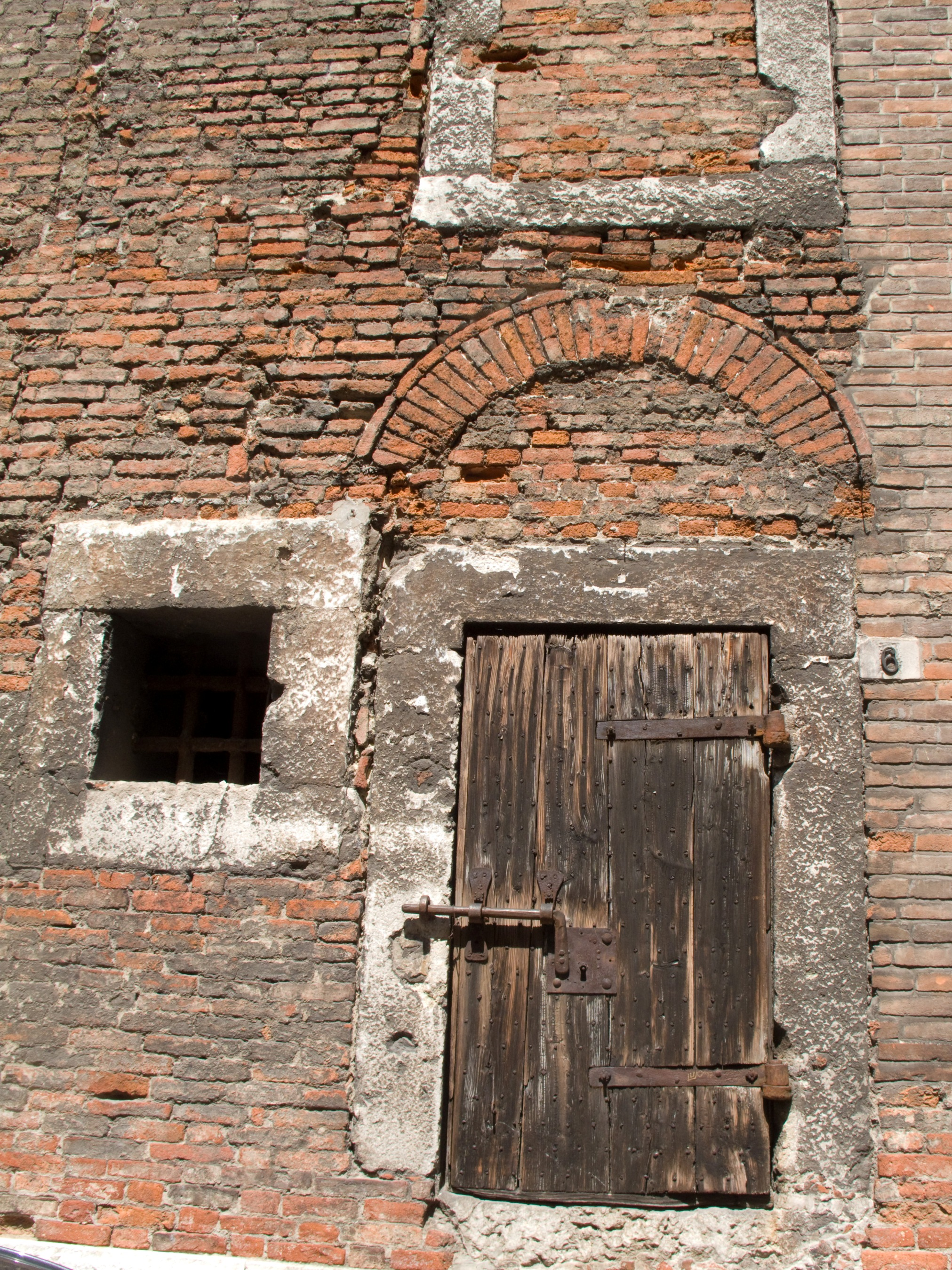
Torre del Tormento, particolare ingresso e finestre antiche